# Daigo Watanabe
Daigo Watanabe (渡邉 大剛 Watanabe Daigo?), född 3 december 1984 i Nagasaki prefektur, är en japansk fotbollsspelare.
Watanabe började sin karriär 2003 i Kyoto Purple Sanga (Kyoto Sanga FC). Han spelade 169 ligamatcher för klubben. 2011 flyttade han till Omiya Ardija. Efter Omiya Ardija spelade han för Busan IPark och Kamatamare Sanuki.